# Mistrovství světa v plážovém fotbale 2004
Mistrovství světa v plážovém fotbale 2004 bylo 10. ročníkem MS v plážovém fotbale, které se konalo v brazilském městě Rio de Janeiro na pláži Copacabana v období od 29. února do 7. března 2004. Účastnilo se ho 12 týmů, které byly rozděleny do 4 skupin po 3 týmech. Ze skupiny postoupily do vyřazovací fáze první a druhý celek. Vyřazovací fáze zahrnovala 8 zápasů. Brazílie postoupila do finále, ve kterém porazila Španělsko 6:4 a podeváté tak vyhrála mistrovství světa. Nováčky turnaje byly týmy Švýcarska a Belgie.

## Stadion
Mistrovství se odehrálo na jednom stadionu v jednom hostitelském městě: Copacabana Beach Soccer Arena (Rio de Janeiro).
| Rio de Janeiro                  |
| ------------------------------- |
| Copacabana Beach Soccer Arena   |
| Kapacita: 10 000 Rio de Janeiro |

## Týmy

### Kvalifikace
Nejlepší týmy, které se umístily na prvních čtyřech místech v Evropské lize plážového fotbalu 2003 se kvalifikovali na MS 2004. Jihoamerické týmy byly vybírány na základě svých výkonů. Týmy Itálie, Německa, Belgie a Spojených států amerických byly pozvány na divokou kartu. 
Afrika, Asie a Oceánie nebyla zastoupena žádným týmem.
| - Severní, Střední Amerika a Karibik (CONCACAF) - USA - Jižní Amerika (CONMEBOL) - Uruguay - Argentina - Peru |  | - Evropa (UEFA) - Portugalsko - Itálie - Francie - Španělsko - Švýcarsko - Belgie - Hostitel - Brazílie |

## Zápasy

### Skupinová fáze
| Vysvětlivky                                           |
| ----------------------------------------------------- |
| Týmy na prvních dvou místech postupují do čtvrtfinále |
| Vítěz zápasu je tučně zvýrazněn                       |

#### Skupina A
| Tým       | Z | V | R | P | VG | IG | +/− | B |
| --------- | - | - | - | - | -- | -- | --- | - |
| Brazílie  | 2 | 2 | 0 | 0 | 22 | 4  | +18 | 6 |
| Švýcarsko | 2 | 1 | 0 | 1 | 5  | 12 | −7  | 3 |
| Německo   | 2 | 0 | 0 | 2 | 2  | 13 | −11 | 0 |

| 29. února 2004 |        |         |                                                          |
| Brazílie       | 10 : 2 | Německo | Pláž Copacabana diváci: 6000 rozhodčí: José Luiz da Rosa |
|                |        |         | Pláž Copacabana diváci: 6000 rozhodčí: José Luiz da Rosa |

| 1. března 2004 |       |         |                                                          |
| Švýcarsko      | 3 : 0 | Německo | Pláž Copacabana diváci: 600 rozhodčí: Lakhdar Benchabane |
|                |       |         | Pláž Copacabana diváci: 600 rozhodčí: Lakhdar Benchabane |

| 2. března 2004 |        |           |                                                      |
| Brazílie       | 12 : 2 | Švýcarsko | Pláž Copacabana diváci: 6500 rozhodčí: Carlos Robles |
|                |        |           | Pláž Copacabana diváci: 6500 rozhodčí: Carlos Robles |

#### Skupina B
| Tým     | Z | V | R | P | VG | IG | +/− | B |
| ------- | - | - | - | - | -- | -- | --- | - |
| Itálie  | 2 | 1 | 1 | 0 | 4  | 3  | +1  | 4 |
| Francie | 2 | 1 | 0 | 1 | 10 | 7  | +3  | 3 |
| Peru    | 2 | 0 | 0 | 2 | 5  | 9  | −4  | 0 |

| 29. února 2004 |       |         |                                                      |
| Itálie         | 3 : 2 | Francie | Pláž Copacabana diváci: 6000 rozhodčí: Carlos Robles |
|                |       |         | Pláž Copacabana diváci: 6000 rozhodčí: Carlos Robles |

| 1. března 2004 |                  |      |                                                           |
| Itálie         | 1 : 1 2 : 1 pen. | Peru | Pláž Copacabana diváci: 600 rozhodčí: João Alberto Duarte |
|                |                  |      | Pláž Copacabana diváci: 600 rozhodčí: João Alberto Duarte |

| 2. března 2004 |       |      |                                                          |
| Francie        | 8 : 4 | Peru | Pláž Copacabana diváci: 5000 rozhodčí: José Luiz da Rosa |
|                |       |      | Pláž Copacabana diváci: 5000 rozhodčí: José Luiz da Rosa |

#### Skupina C
| Tým         | Z | V | R | P | VG | IG | +/− | B |
| ----------- | - | - | - | - | -- | -- | --- | - |
| Portugalsko | 2 | 2 | 0 | 0 | 17 | 2  | +15 | 6 |
| Uruguay     | 2 | 1 | 0 | 1 | 4  | 1  | +3  | 3 |
| Belgie      | 2 | 0 | 0 | 2 | 5  | 18 | −13 | 0 |

| 29. února 2004 |       |        |                                                     |
| Uruguay        | 6 : 4 | Belgie | Pláž Copacabana diváci: 500 rozhodčí: Antonio Buaiz |
|                |       |        | Pláž Copacabana diváci: 500 rozhodčí: Antonio Buaiz |

| 1. března 2004 |        |        |                                                       |
| Portugalsko    | 12 : 1 | Belgie | Pláž Copacabana diváci: 600 rozhodčí: Massimo Magrini |
|                |        |        | Pláž Copacabana diváci: 600 rozhodčí: Massimo Magrini |

| 2. března 2004 |       |         |                                                           |
| Portugalsko    | 5 : 1 | Uruguay | Pláž Copacabana diváci: 2500 rozhodčí: Lakhdar Benchabane |
|                |       |         | Pláž Copacabana diváci: 2500 rozhodčí: Lakhdar Benchabane |

#### Skupina D
| Tým       | Z | V | R | P | VG | IG | +/− | B |
| --------- | - | - | - | - | -- | -- | --- | - |
| Španělsko | 2 | 2 | 0 | 0 | 10 | 2  | +8  | 6 |
| Argentina | 2 | 1 | 0 | 1 | 6  | 8  | −2  | 3 |
| USA       | 2 | 0 | 1 | 1 | 2  | 8  | −6  | 1 |

| 29. února 2004 |       |     |                                                     |
| Španělsko      | 4 : 0 | USA | Pláž Copacabana diváci: 500 rozhodčí: Alberto Magno |
|                |       |     | Pláž Copacabana diváci: 500 rozhodčí: Alberto Magno |

| 1. března 2004 |       |     |                                                           |
| Argentina      | 4 : 2 | USA | Pláž Copacabana diváci: 600 rozhodčí: João Alberto Duarte |
|                |       |     | Pláž Copacabana diváci: 600 rozhodčí: João Alberto Duarte |

| 2. března 2004 |       |           |                                                      |
| Španělsko      | 6 : 2 | Argentina | Pláž Copacabana diváci: 2000 rozhodčí: Alberto Magno |
|                |       |           | Pláž Copacabana diváci: 2000 rozhodčí: Alberto Magno |

## Vyřazovací fáze
3. a 5. března byly uděleny dny odpočinku. 
|  | Čtvrtfinále                 | Čtvrtfinále                 |                             |             | Semifinále  | Semifinále  |  |  | Finále                      | Finále |
|  |                             |                             |                             |             |             |             |  |  |                             |        |
|  | 4. března 2004 - Copacabana |                             |                             |             |             |             |  |  |                             |        |
|  |                             |                             |                             |             |             |             |  |  |                             |        |
|  | Španělsko                   | 5                           |                             |             |             |             |  |  |                             |        |
|  | Španělsko                   | 5                           | 6. března 2004 - Copacabana |             |             |             |  |  |                             |        |
|  | Švýcarsko                   | 4                           |                             |             |             |             |  |  |                             |        |
|  | Švýcarsko                   | 4                           | Španělsko                   | 3           |             |             |  |  |                             |        |
|  | 4. března 2004 - Copacabana |                             | Španělsko                   | 3           |             |             |  |  |                             |        |
|  |                             | Itálie                      | 1                           |             |             |             |  |  |                             |        |
|  | Itálie                      | Itálie                      | 1                           | 4           |             |             |  |  |                             |        |
|  | Itálie                      |                             | 7. března 2004 - Copacabana | 4           |             |             |  |  |                             |        |
|  | Uruguay                     | 1                           |                             |             |             |             |  |  |                             |        |
|  | Uruguay                     | 1                           | Španělsko                   | 4           |             |             |  |  |                             |        |
|  | 4. března 2004 - Copacabana |                             | Španělsko                   | 4           |             |             |  |  |                             |        |
|  |                             | Brazílie                    | 6                           |             |             |             |  |  |                             |        |
|  | Portugalsko                 | Brazílie                    | 6                           | 6           |             |             |  |  |                             |        |
|  | Portugalsko                 | 6. března 2004 - Copacabana |                             | 6           |             |             |  |  |                             |        |
|  | Francie                     | 3                           |                             |             |             |             |  |  |                             |        |
|  | Francie                     | 3                           | Portugalsko                 | 2           | Třetí místo | Třetí místo |  |  |                             |        |
|  | 4. března 2004 - Copacabana |                             | Portugalsko                 | 2           | Třetí místo | Třetí místo |  |  |                             |        |
|  |                             | Brazílie                    | 7                           |             |             |             |  |  |                             |        |
|  | Brazílie                    | Brazílie                    | 7                           | 7           | Itálie      | 1           |  |  |                             |        |
|  | Brazílie                    |                             |                             | 7           | Itálie      | 1           |  |  |                             |        |
|  | Argentina                   | 2                           |                             | Portugalsko | 5           |             |  |  |                             |        |
|  | Argentina                   | 2                           |                             |             | 5           |             |  |  |                             |        |
|  |                             |                             |                             |             |             |             |  |  | 7. března 2004 - Copacabana |        |
|  |                             |                             |                             |             |             |             |  |  |                             |        |

#### Čtvrtfinále
| 4. března 2004 |       |           |                                                            |
| Španělsko      | 5 : 4 | Švýcarsko | Pláž Copacabana diváci: 2000 rozhodčí: João Alberto Duarte |
|                |       |           | Pláž Copacabana diváci: 2000 rozhodčí: João Alberto Duarte |

| 4. března 2004 |       |         |                                                           |
| Itálie         | 4 : 1 | Uruguay | Pláž Copacabana diváci: 3500 rozhodčí: Lakhdar Benchabane |
|                |       |         | Pláž Copacabana diváci: 3500 rozhodčí: Lakhdar Benchabane |

| 4. března 2004 |       |         |                                                          |
| Portugalsko    | 6 : 3 | Francie | Pláž Copacabana diváci: 5500 rozhodčí: José Luiz da Rosa |
|                |       |         | Pláž Copacabana diváci: 5500 rozhodčí: José Luiz da Rosa |

| 4. března 2004 |       |           |                                                            |
| Brazílie       | 7 : 2 | Argentina | Pláž Copacabana diváci: 7000 rozhodčí: João Carlos Almeida |
|                |       |           | Pláž Copacabana diváci: 7000 rozhodčí: João Carlos Almeida |

#### Semifinále
| 6. března 2004 |       |        |                                                      |
| Španělsko      | 3 : 1 | Itálie | Pláž Copacabana diváci: 6000 rozhodčí: Antonio Buaiz |
|                |       |        | Pláž Copacabana diváci: 6000 rozhodčí: Antonio Buaiz |

| 6. března 2004 |       |             |                                                          |
| Brazílie       | 7 : 2 | Portugalsko | Pláž Copacabana diváci: 7500 rozhodčí: José Luiz da Rosa |
|                |       |             | Pláž Copacabana diváci: 7500 rozhodčí: José Luiz da Rosa |

#### O 3. místo
| 7. března 2004 |       |        |                                                            |
| Portugalsko    | 5 : 1 | Itálie | Pláž Copacabana diváci: 9000 rozhodčí: João Alberto Duarte |
|                |       |        | Pláž Copacabana diváci: 9000 rozhodčí: João Alberto Duarte |

#### Finále
| 7. března 2004 |       |           |                                                        |
| Brazílie       | 6 : 4 | Španělsko | Pláž Copacabana diváci: 10 000 rozhodčí: Carlos Robles |
|                |       |           | Pláž Copacabana diváci: 10 000 rozhodčí: Carlos Robles |